# الونویل
الونویل (به فرانسوی: Allonville) یک کمون در فرانسه است که در امینس هشتمین (نورد) کانتون واقع شده‌است.

## خصوصیات
الونویل ۱۰٫۳۷ کیلومترمربع مساحت و ۵۸۸ نفر جمعیت دارد و ۷۰ متر بالاتر از سطح دریا واقع شده‌است.